# Марія Вілас
Марія Вілас (гал. María Vilas Vidal; нар. 31 травня 1996) — іспанська плавчиня.
Учасниця Олімпійських Ігор 2016 року.